# 福生消防署
座標: 北緯35度44分38秒 東経139度19分28秒 / 北緯35.74389度 東経139.32444度
福生消防署（ふっさしょうぼうしょ）は、東京都福生市にある、東京消防庁第九消防方面本部に所属する消防署。

## 概要
本署および3出張所があり、福生市、羽村市、西多摩郡瑞穂町の2市1町を管轄している。

## 住所
- 福生消防署（化学機動中隊あり）
  - 福生市福生1072（JR青梅線福生駅より徒歩7分）
- 羽村出張所（特別消火中隊あり）
  - 羽村市栄町2-21-9（JR青梅線羽村駅東口より徒歩20分、または東口よりバス4分（保健センター下車1分））
- 瑞穂出張所
  - 西多摩郡瑞穂町箱根ケ崎2353（JR八高線箱根ケ崎駅より徒歩17分、または東口よりバス4分（瑞穂町役場入口下車5分））
- 熊川出張所
  - 福生市熊川1297（JR五日市線熊川駅より徒歩9分）

## 沿革
- 1969年（昭和44年）4月1日 - 福生地区消防組合消防本部発足
- 1971年（昭和46年）4月1日 - 現在地に本部庁舎新築落成
- 1972年（昭和47年）3月30日 - 瑞穂出張所新築落成
- 1973年（昭和48年）
  - 2月19日 - 羽村出張所新築落成
  - 3月31日 - 翌日の消防事務委託に伴い福生地区消防組合消防本部を解散
  - 4月1日 - 東京消防庁への消防事務委託に伴い東京消防庁福生消防署に改称
- 1976年（昭和51年）2月1日 - 横田基地応援協定締結
- 1979年（昭和54年）4月1日 - 埼玉県入間市と応援協定締結
- 1997年（平成9年）8月13日 - 熊川出張所新築落成
- 2002年（平成14年）10月10日 - 「火災による死者ゼロ1000日」達成
- 2005年（平成17年）8月23日 - 福生特別消火中隊発隊
- 2006年（平成18年）11月7日 - 「火災による死者ゼロ1000日」達成
- 2012年（平成24年）
  - 1月23日 - 熊川救急隊発隊・運用開始
  - 4月1日 - 羽村特別消火中隊発隊（福生特別消火中隊前日解除）
- 2013年（平成25年）12月25日 - 福生化学機動中隊発隊
- 2020年（令和2年）2月4日 - 本署庁舎建て替えのため、約三年間の予定で、福生市熊川の片倉自転車工業跡地の仮庁舎に移転
- 2023年 (令和5年) 9月13日　- 本署庁舎の建て替えが完了し、再び現在地に移転

## 窓口
- 総務課
  - 管理係
  - 経理係
- 警防課
  - 防災係
  - 消防係
  - 救急係
  - 機械装備係
- 予防課
  - 防火査察係
  - 予防係
  - 危険物係
- 羽村・瑞穂・熊川各出張所

## 車両
- 福生消防署

指揮隊車（福生YD）
普通消防ポンプ車（福生1）
水槽付きポンプ車（福生2）
はしご車（福生L）
特殊災害対策車（福生CS）
高規格救急車（福生A）
査察広報車（福生YF1-YF3）
署隊査察広報車（福生YF）黒塗りの乗用車(非緊急用)
人員輸送車（福生SQ）
- 羽村出張所

普通ポンプ車（羽村1）
化学車（羽村CP）
高規格救急車（羽村A）
- 瑞穂出張所

普通消防ポンプ車（瑞穂1）
高規格救急車（瑞穂A）
- 熊川出張所

普通消防ポンプ車（熊川1）
高規格救急車（熊川A）
※上記のほか、非常用車両として、消防ポンプ車2、高規格救急車1

## 人員
- 職員214名